# Фёдоров, Илья Николаевич
Илья Николаевич Фёдоров (род. 31 января 1955, Дубна) — бывший управляющий директор НПО «Сатурн», бывший заместитель генерального директора АО «Объединённая двигателестроительная корпорация».

## Биография
Родился 31 января 1955 года в городе Дубна Московской области. В 1972—1973 годах работал электриком по оборудованию Дубненского производственно-конструкторского объединения «Радуга».
В 1978 году окончил Серпуховское высшее военно-командно-инженерное училище ракетных войск по специальности «эксплуатация летательных аппаратов». С июня 1978 по май 2001 года служил в Военно-Воздушных силах.
С 2001 года работал консультантом ООО «Магинвест — М», затем генеральным директором ОАО «Сервис ПромИнвест». С 2004 по 2008 год — генеральный директор ОАО «Дубненский машиностроительный завод им. Н. П. Фёдорова». С  2009 по 2015 год — заместитель генерального директора ООО «УК „Объединённая двигателестроительная корпорация“». С 2009 по 2015 год — управляющий директор ОАО «НПО «Сатурн»».
Увлекается фотографией.
В 2015 году покинул посты НПО «Сатурн» и АО «Объединённая двигателестроительная корпорация»